# Escítia fora de l'Ímaus
L'Escítia fora de l'Ímaus (llatí: Scythia Extra Imaum) era una regió de l'Àsia central definida per Claudi Ptolemeu, una part de l'Escítia situada més enllà de l'Ímaus. Era una divisió geogràfica.
Limitava amb Escítia dins de l'Ímaus i tenia a la vora els saques (sacae), la terra desconeguda i els sers (seres). Els pobles d'aquesta regió eren: els escites abis (abii scythae), els escites hipòfags (hippophagi scythae, lit. «escites devoradors de cavalls»), els escites cates (chatae scythae), i els escites carauneus (charaunaei scythae). Es dividia en els districtes d'Auxacítida, Càsia (Κασία χώρα), i Acassa (Ἀχάσσα χώρα). Les ciutats eren Auxàcia (o Auzàcia), Issèdon Escítica, Caurana i Seta.